# Tuszyno
Tuszyno (ros. Тушино) – dawne podmoskiewskie miasto leżące nad rzeką Schodnią, włączone w skład Moskwy w 1960 roku. 
Początkowo nosiło nazwę Korobkowo. Pierwsze wzmianki o tej miejscowości pojawiły się w 1380 roku. Później wieś przyjęła nazwę Tuszyno od przezwiska jednego ze swoich właścicieli. W latach 1608–1610 w Tuszynie rezydował wraz z dworem Dymitr Samozwaniec II, zwany stąd Łotrem z Tuszyna. Przy rezydencji Dymitra obozowały wspierające go pułki polsko-litewskie pod dowództwem Jana Piotra Sapiehy. 
Tuszyno od 1939 roku posiadało prawa miejskie.
W 1931 roku w Tuszyno utworzono lotnisko dla szkoły Osoawiachimu. Podczas II wojny światowej było to lotnisko wojskowe. Odbywały się na nim następnie pokazy lotnicze z okazji Dnia Lotnictwa Wojskowego ZSRR.